# Virson
Virson est une commune du Sud-Ouest de la France située dans le département de la Charente-Maritime (région Nouvelle-Aquitaine).
Ses habitants sont appelés les Virsonnais et les Virsonnaises.

## Géographie

### Hameaux et lieux-dits
Outre le bourg, la commune comprend notamment les hameaux et lieux-dits suivants : Les Haies (une partie est située sur Bouhet), Le Bois de l'Encens, Les Roulières, Le Préneau, Saint-Vincent, Moulin-Bonnet, Le Moulin des Haies, Tesson, La Grève, La Maison Neuve, Le Moulin de La Grève.

### Communes limitrophes
| Anais                | Bouhet |            |
| Saint-Christophe     | Virson | Puyravault |
| Aigrefeuille-d'Aunis | Forges | Chambon    |

## Urbanisme

### Typologie
Au 1er janvier 2024, Virson est catégorisée commune rurale à habitat dispersé, selon la nouvelle grille communale de densité à 7 niveaux définie par l'Insee en 2022.
Elle est située hors unité urbaine. Par ailleurs la commune fait partie de l'aire d'attraction de La Rochelle, dont elle est une commune de la couronne,. Cette aire, qui regroupe 72 communes, est catégorisée dans les aires de 200 000 à moins de 700 000 habitants,.

### Occupation des sols
L'occupation des sols de la commune, telle qu'elle ressort de la base de données européenne d’occupation biophysique des sols Corine Land Cover (CLC), est marquée par l'importance des territoires agricoles (94,2 % en 2018), en diminution par rapport à 1990 (96,8 %). La répartition détaillée en 2018 est la suivante : 
terres arables (68,6 %), zones agricoles hétérogènes (16,9 %), prairies (8,7 %), forêts (3,2 %), zones urbanisées (2,5 %). L'évolution de l’occupation des sols de la commune et de ses infrastructures peut être observée sur les différentes représentations cartographiques du territoire : la carte de Cassini (XVIIIe siècle), la carte d'état-major (1820-1866) et les cartes ou photos aériennes de l'IGN pour la période actuelle (1950 à aujourd'hui).

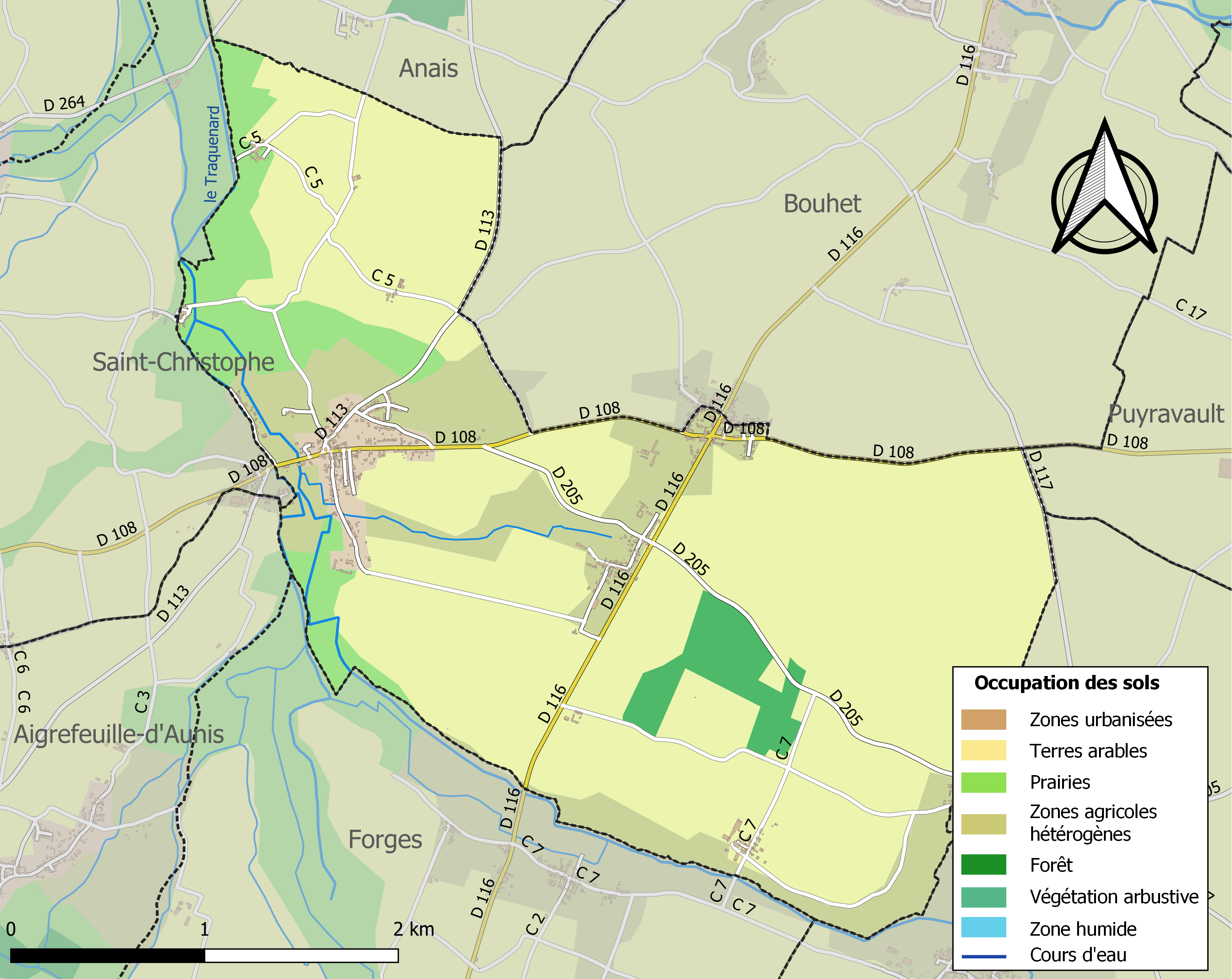
Carte des infrastructures et de l'occupation des sols de la commune en 2018 (CLC).

### Risques majeurs
Le territoire de la commune de Virson est vulnérable à différents aléas naturels : météorologiques (tempête, orage, neige, grand froid, canicule ou sécheresse), inondations et séisme (sismicité modérée). Il est également exposé à un risque technologique,  le transport de matières dangereuses. Un site publié par le BRGM permet d'évaluer simplement et rapidement les risques d'un bien localisé soit par son adresse soit par le numéro de sa parcelle.

#### Risques naturels
Certaines parties du territoire communal sont susceptibles d’être affectées par le risque d’inondation par débordement de cours d'eau. La commune a été reconnue en état de catastrophe naturelle au titre des dommages causés par les inondations et coulées de boue survenues en 1982, 1993, 1999 et 2010,.
Par ailleurs, afin de mieux appréhender le risque d’affaissement de terrain, l'inventaire national des cavités souterraines permet de localiser celles situées sur la commune.
Concernant les mouvements de terrains, la commune a été reconnue en état de catastrophe naturelle au titre des dommages causés par la sécheresse en 2005 et par des mouvements de terrain en 1999 et 2010.

#### Risques technologiques
Le risque de transport de matières dangereuses sur la commune est lié à sa traversée par une ou des infrastructures routières ou ferroviaires importantes ou la présence d'une canalisation de transport d'hydrocarbures. Un accident se produisant sur de telles infrastructures est susceptible d’avoir des effets graves sur les biens, les personnes ou l'environnement, selon la nature du matériau transporté. Des dispositions d’urbanisme peuvent être préconisées en conséquence.

## Administration

### Liste des maires
| Période                                  | Période  | Identité          | Étiquette | Qualité       |
| ---------------------------------------- | -------- | ----------------- | --------- | ------------- |
| 1989                                     | 2014     | Georges Delbecque |           | Enseignant    |
| 2014                                     | En cours | Thierry Pillaud   |           | Fonctionnaire |
| Les données manquantes sont à compléter. |          |                   |           |               |

## Démographie

### Évolution démographique
L'évolution du nombre d'habitants est connue à travers les recensements de la population effectués dans la commune depuis 1793. Pour les communes de moins de 10 000 habitants, une enquête de recensement portant sur toute la population est réalisée tous les cinq ans, les populations de référence des années intermédiaires étant quant à elles estimées par interpolation ou extrapolation. Pour la commune, le premier recensement exhaustif entrant dans le cadre du nouveau dispositif a été réalisé en 2006.

En 2022, la commune comptait 738 habitants, en évolution de −2,64 % par rapport à 2016 (Charente-Maritime : +4,04 %, France hors Mayotte : +2,11 %).
| 1793 | 1800 | 1806 | 1821 | 1831 | 1836 | 1841 | 1846 | 1851 |
| ---- | ---- | ---- | ---- | ---- | ---- | ---- | ---- | ---- |
| 358  | 336  | 353  | 434  | 377  | 434  | 409  | 411  | 468  |

| 1856 | 1861 | 1866 | 1872 | 1876 | 1881 | 1886 | 1891 | 1896 |
| ---- | ---- | ---- | ---- | ---- | ---- | ---- | ---- | ---- |
| 528  | 509  | 500  | 479  | 462  | 449  | 361  | 333  | 323  |

| 1901 | 1906 | 1911 | 1921 | 1926 | 1931 | 1936 | 1946 | 1954 |
| ---- | ---- | ---- | ---- | ---- | ---- | ---- | ---- | ---- |
| 344  | 352  | 355  | 319  | 281  | 296  | 288  | 234  | 254  |

| 1962 | 1968 | 1975 | 1982 | 1990 | 1999 | 2006 | 2011 | 2016 |
| ---- | ---- | ---- | ---- | ---- | ---- | ---- | ---- | ---- |
| 274  | 292  | 285  | 363  | 387  | 435  | 635  | 756  | 758  |

| 2021 | 2022 | - | - | - | - | - | - | - |
| ---- | ---- | - | - | - | - | - | - | - |
| 747  | 738  | - | - | - | - | - | - | - |

## Culture locale et patrimoine

### Lieux et monuments
- Le château des Granges

C’est à partir du XVe siècle que les premières familles seigneuriales viennent s’installer aux Granges de Virson. À l'emplacement de la demeure actuelle, il y aurait eu vers l’an 1400 une maison fortifiée. En 1456, la seigneurie des Granges appartenait à Serrette le jeune de Marchèze et à Guillaume Nephrouet. Il y eut ensuite sept familles qui en furent propriétaires jusqu’à la fin du XVIIe siècle.

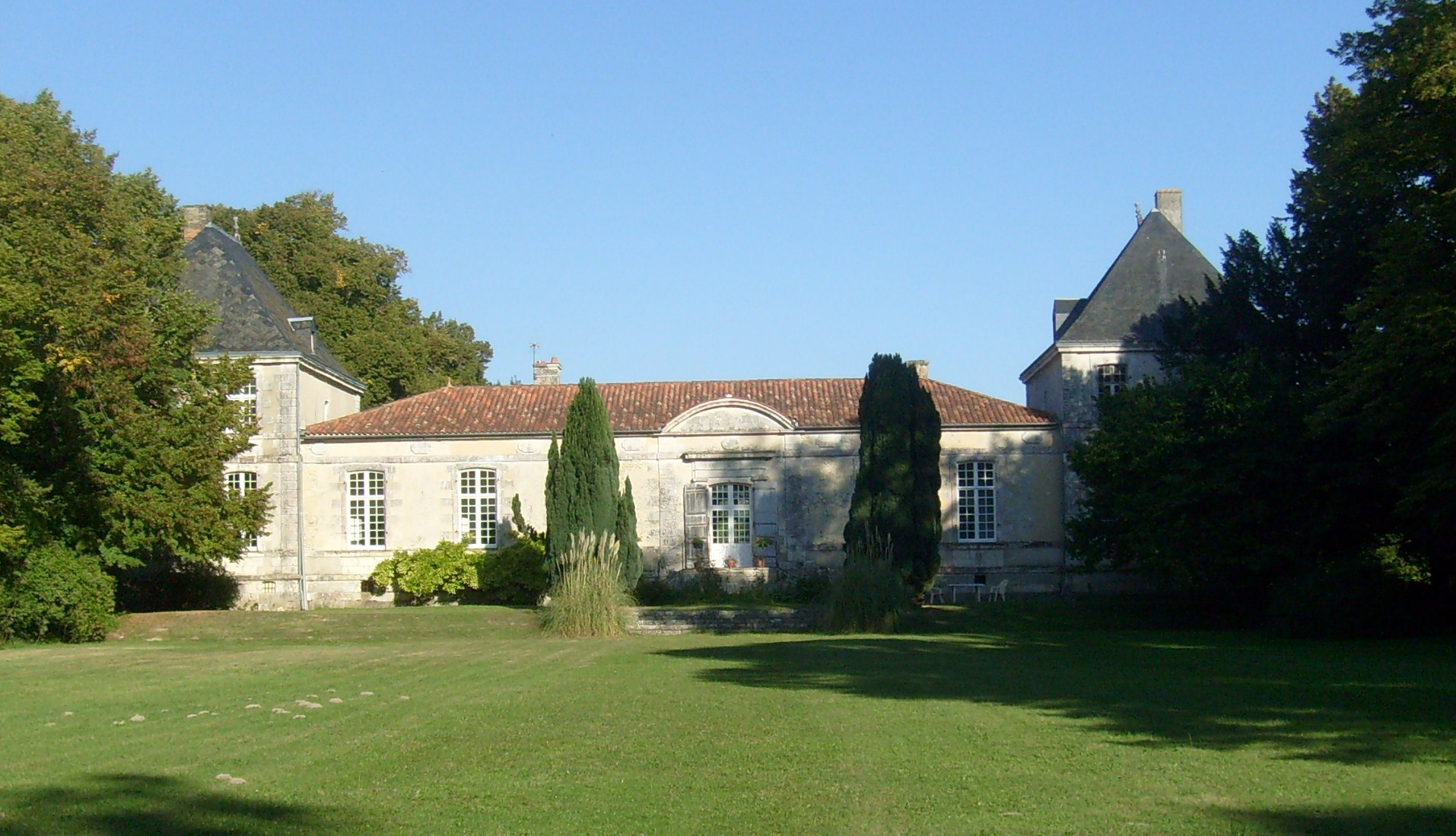
Le château des Granges.

Le château des Granges fut construit entre 1710 et 1714 par Paul Depont « le jeune » (1661-1744) qui était directeur de la chambre de commerce de La Rochelle. Son père était Paul Depont 1629-1702 qui fut un contemporain de Louis XIV (1638-1715). Paul Depont, qui a bâti sa fortune sur le négoce et l’armement de navires à la Rochelle, aurait procédé au premier achat de la seigneurie des Granges en 1687. De nombreux achats de métairies, de marais salants ont été faits par Paul Depont « le jeune » de 1707 à 1735.
La famille Depont en sera propriétaire jusqu’à la Révolution de 1789. Le château a ensuite été acheté par la famille Méchain de Saint Pompain. Par mariage avec Marthe Maichin, Charles Lelouis en devint propriétaire. M. Charles Lelouis fut maire de Virson durant 10 ans de 1820 à 1830. Son fils Charles Lelouis, né en 1810, fut aussi maire de Virson durant 26 ans de 1852 à 1880 (26 ans car de 1874 à 1876 le maire fut Isidore Tourneur). Gaston Mantrant, marié à Louise Lelouis (fille de Charles Lelouis fils,) fut aussi maire de Virson de 1884 à 1912 soit 28 ans. De 1880 à 1884, Isidore Tourneur, qui avait déjà été maire pendant deux ans entre 1874 et 1876, redevint maire pendant quatre ans.
Les Lelouis père et fils ont administré la commune de Virson pendant 36 ans. Gaston Mantrant, le gendre de Charles Lelouis, ayant été maire durant 28 ans, la commune de Virson a été administrée durant 64 ans par la famille Lelouis et le gendre Gaston Mantrant.L’architecture du château est d’une grande pureté. Sur les cartes postales de 1920, on peut voir le grand portail en fer forgé du XVIIIe siècle de la cour d’honneur. Côté est, la porte d'entrée est surmontée d'un fronton triangulaire et l’escalier est à degrés pentagonaux. Sous la toiture à double pente, couverte de tuiles, court un motif sculpté. La façade ouest présente la même disposition et on retrouve le même décor en frise sous la toiture. Côté ouest, la porte qui donne accès au jardin est surmontée d'un fronton semi-circulaire qui ouvre sur un perron muni d'un garde-corps en fer forgé. Les pavillons sont couverts d'ardoise. Cet ensemble architectural que trois générations de la même famille se sont plu à embellir offre un attrait considérable qui en fait une des plus belles demeures de l'arrière-pays aunisien. La chapelle située dans la cour possède une façade monumentale à doubles pilastres doriques supportant un fronton triangulaire en forte saillie. Elle fut édifiée en 1748.
La grande pièce d'eau qui comporte une île et une petite cascade sont les témoins des magnificences aquatiques qui faisaient la splendeur des Granges de Virson au XVIIIe siècle. Des bâtiments d'exploitation ont été ajoutés au XIXe siècle de chaque côté de la cour d'honneur, donnant une note rustique à cet ensemble classique.
- La Motte castrale, appelée Grosse Motte de Tesson

Au moyen âge, le territoire était partagé en fiefs qui étaient placés sous la protection et la juridiction du seigneur qui les possédait. La motte de Virson dépendait du fief de Tesson. Le hameau de Tesson est traversé par un bief jadis alimenté par le ruisseau Le Virson qui servait à faire fonctionner un moulin à eau. Ce bief constitue la limite entre les communes de Virson et de St Christophe. La Motte est située à quelques centaines de mètres du hameau de Tesson sur la commune de Virson. Le nom de ce hameau serait celui d’une villa gallo-romaine qui s’appelait Tessium.
Au sommet de la motte castrale située sur une élévation de terrain que l’on peut voir lorsqu’on emprunte le chemin qui conduit du bourg de Virson à la Grève, il y avait jadis une maison fortifiée en bois (château fort) qui était un lieu d’observation et de défense contre les envahisseurs. Le chemin non communal qui va de Tesson à la grosse motte est appelé Chemin de la Grosse Motte. L’enceinte circulaire qui entourait la maison fortifiée est toujours bien visible sur les photos aériennes.
Chronologie des événements historiques de la Motte
1177 : Archives de Surgères - Guillaume III Maingot, grand sénéchal du Poitou est seigneur de la Motte.
1260 (vers 1260) : Guillaume Maingot de Surgères aurait fait fortifier la Motte. Au XIIIe siècle on trouve un Maingot et Jocelyn Trinquart fortifient la Motte de Virson. Un autre historien dit que la Motte aurait pu être fondée sous la Ligue.
1510 : La Motte de Virson était aux mains de Jean Aubin, seigneur de Malicorne, époux de Louise de Clermont, sœur d’Odet.
1535 : La Motte de Virson avait pour seigneur Edmond de Fonsèque, fils du second mariage de Louise de Clermont avec Rodrigue de Fonsèque. Quelques années plus tard, elle changea de mains jusqu’en 1553.
1539 : La Motte de Virson. Le texte a été déchiffré sur les micro films concernant les fiefs d’Aunis : …hommage lige de 10 livres de devoir à Bonny, aumônerie d’homme seulement et ce qui est tenu de la baronnie de Surgères et la Motte de Virson.
1553 : La motte de Virson change de mains. Gabriel Aubert, écuyer, seigneur de Treilles rendait aveu de sa terre de la Motte de Virson au seigneur de Surgères. Gabriel Aubert possédait la Motte de Virson à la suite de son mariage avec Catherine Chabot, fille d’Antoine, seigneur de Gressigny.
1573 : 20 ans plus tard, la seigneurie de la Motte avait fait retour aux Fonsèque et appartenait à Charles de Fonsèque qui la réunit à nouveau à la terre de Surgères.
 1600 : Au cours des quarante années des guerres de religion (1562-1598), la Motte gardait l’entrée du marais de Nuaillé contre les Vandales qui pouvaient s’infiltrer par la rivière.
1641 : Odet de Clermont, seigneur de Surgères était aussi seigneur de la Motte.
1891 : Le docteur Pineau entreprend des fouilles sur la Motte de Virson
La conclusion du Dr E.Pineau :
De tout cela que conclure, sinon qu’en admettant que le double tournois (la pièce de monnaie de 1620) perdu dans les déblais fut neuf, les deux tiers au moins de la butte étaient élevés en 1620, ou, plus simplement que c’était là un ouvrage avancé construit en 1620 ou 1628 à la veille du siège mémorable de la Rochelle ? Une grande ville seule pouvait fournir une aussi grande quantité de débris de tuiles car il ne s’agit pas de débris de tuilerie, mais de tuiles ayant servi, ainsi que l’atteste la chaux qui en enduit un grand nombre.
Source : Bulletin de la Société des archives historiques, revue de la Saintonge et de l'Aunis-Vol XII-Pages 410 et 411-Année 1892
Commentaire sur les fouilles du Dr Pineau en 1891
À la lecture de la description des débris trouvés par le Dr Pineau, on peut se demander si les débris trouvés dans le puits de fouille ne seraient pas tout simplement des déchets jetés par les habitants des villages environnants (Virson, Tesson) dans un puits existant datant de l’époque féodale. Outre les fonctions de défense d’un territoire (tour de guet), les mottes féodales, toujours entourées de palissades, permettaient aux habitants des hameaux voisins de trouver refuge dans un lieu protégé. Certains vivaient d’ailleurs de manière permanente autour de la motte dans la basse-cour. Pour survivre à un siège de la motte, il fallait de l’eau pour les habitants et les animaux. L’aménagement d’un puits au centre ou à proximité de la motte était par conséquent nécessaire. Une motte est généralement composée d’un rehaussement important de terre au centre duquel est élevée une tour ayant fonction de donjon ; un puits est parfois creusé à l’intérieur.
- L'église Notre-Dame de l'Assomption

### Héraldique
| Blason de Virson | Blason  | De gueules au pont isolé d'une arche d'or, maçonné de sable, accompagné en chef d'un épi de blé tigé et feuillé de deux pièces d'or et en pointe d'une rose de jardin tigée et feuillée de deux pièces du même, chapé de vair. |
| Blason de Virson | Détails | Création Jean-François Binon. Adopté le 15 juillet 2020. |